# Tilapia mariae
Tilapia mariae és una espècie de peix de la família dels cíclids i de l'ordre dels perciformes.

## Morfologia
Els mascles poden assolir els 39,4 cm de longitud total.

## Distribució geogràfica
Es troba a Àfrica: des de Costa d'Ivori (riu Tabou) fins al sud-oest de Ghana, i des del sud-est de Benín fins al Camerun (riu Kribi).